# Електронна чорна діра
У фізиці існує умоглядна гіпотеза про те, що якби існувала чорна діра з такою ж масою, зарядом і кутовим моментом, що й електрон, вона мала б і інші властивості електрона. Зокрема, у 1968 році Брендон Картер показав, що магнітний момент такого об'єкта буде відповідати магнітному моменту електрона. Це дослідження спонукає до роздумів, оскільки розрахунки, які не беруть до уваги спеціальну теорію відносності та розглядають електрон як невелику обертову заряджену сферу, дають магнітний момент приблизно вдвічі менший від експериментального значення (див. Гіромагнітне відношення).
Однак розрахунки Картера також показують, що потенційна чорна діра з такими параметрами була б «суперекстремальною». Таким чином, на відміну від справжньої чорної діри, цей об'єкт буде демонструвати оголену сингулярність, тобто сингулярність у просторі-часі, не приховану за горизонтом подій. Існування такого об'єкта також призведе до замкнутих часоподібних кривих.
Стандартна квантова електродинаміка (КЕД), наразі найповніша теорія частинок, розглядає електрон як точкову частинку. Не існує свідоцтв того, чи є електрон чорною дірою (або голою сингулярністю) чи ні. Крім того, оскільки електрон має квантово-механічну природу, будь-який опис виключно з точки зору загальної теорії відносності є суперечливим, до того часу, поки в процесі досліджень не буде розроблена краща модель, заснована на розумінні квантової природи чорних дір і гравітаційної поведінки квантових частинок. Отже, ідея електрона чорної діри залишається суто гіпотетичною.

## Подробиці
Стаття, опублікована в 1938 році Альбертом Ейнштейном, Леопольдом Інфельдом і Банешем Гофманом, показала, що якщо елементарні частинки розглядати як сингулярності в просторі-часі, нема потреби постулювати геодезичний рух як частину загальної теорії відносності. Електрон можна вважати такою сингулярністю.
Якщо знехтувати моментом імпульсу та зарядом електрона, а також ефектами квантової механіки, електрон можна вважати чорною дірою та спробувати обчислити її радіус. Радіус Шварцшильда rs маси m є радіусом горизонту подій для незарядженої чорної діри такої маси, що не обертається. Цей радіус можна обчислити за формулою{\displaystyle r_{\text{s}}={\frac {2Gm}{c^{2}}},}де G — ньютонівська стала гравітації, а c — швидкість світла. Для електрона,
{\displaystyle m=9.109\times 10^{-31}}кг, тобто
{\displaystyle r_{\text{s}}=1.353\times 10^{-57}} м.
Таким чином, якщо ми знехтуємо електричним зарядом і кутовим моментом електрона і наївно застосуємо загальну теорію відносності на цьому дуже малому масштабі довжини, не беручи до уваги квантову теорію, чорна діра маси електрона матиме саме такий радіус.
На практиці фізики очікують, що ефекти квантової гравітації стануть значущими навіть на набагато більших масштабах довжини, порівнянних з довжиною Планка.{\displaystyle \ell _{\text{P}}={\sqrt {\frac {G\hbar }{c^{3}}}}=1.616\times 10^{-35}~{\text{m}}.}Таким чином, наведеному вище чисто класичному розрахунку не можна довіряти. Крім того, навіть у класичному розрахунку, електричний заряд і кутовий момент впливають на властивості чорної діри. Щоб їх врахувати ігноруючи квантові ефекти, слід використовувати метрику Керра–Ньюмена. Якщо це зробити, виявляється, що кутовий момент і заряд електрона занадто великі для чорної діри маси електрона: об'єкт Керра–Ньюмена з таким великим кутовим моментом і зарядом натомість буде «суперекстремальним», проявляючи оголену сингулярність, тобто сингулярність, не закриту горизонтом подій. Щоб переконатися, що це дійсно так, достатньо розглянути заряд електрона і знехтувати його кутовим моментом. У метриці Рейснера–Нордстрема, яка описує електрично заряджені чорні діри, але такі, що не обертаються, є величина rq, яка визначається як{\displaystyle r_{q}={\sqrt {\frac {q^{2}G}{4\pi \epsilon _{0}c^{4}}}},}де q — заряд електрона, а ε0 — діелектрична проникність вакууму. Для електрона з q = − e = {\displaystyle -1.602\times 10^{-19}} Кл, це дає значення
{\displaystyle r_{\text{q}}=1.3807\times 10^{-36}} м.
Оскільки це (значно) перевищує радіус Шварцшильда, метрика Рейснера–Нордстрема має оголену сингулярність.
Якщо додати до розгляду ефекти обертання електрона за допомогою метрики Керра–Ньюмена, ми все ще матимемо оголену сингулярність, яка в цьому випадку буде кільцевою сингулярністю, а простір-час також матиме замкнені часоподібні криві. Розмір цієї кільцевої сингулярності матиме порядок{\displaystyle r_{a}={\frac {J}{mc}},}де, як і раніше, m — маса електрона, а c — швидкість світла, але J = {\displaystyle \hbar /2} — спіновий кутовий момент електрона. Це дає
{\displaystyle r_{\text{a}}=1.9295\times 10^{-13}} м.
що набагато більше, ніж масштаб довжини rq, пов'язаний із зарядом електрона. Як зазначив Картер, ця довжина ra має порядок комптонівської довжини хвилі електрона. На відміну від комптонівської довжини хвилі, вона не є квантовомеханічної за своєю природою.
Нещодавно Олександр Буринський висунув ідею розглядати електрон як голу сингулярність Керра–Ньюмена.

## Подальше читання
- Duff, Michael (1994). Kaluza–Klein theory in perspective. arXiv:hep-th/9410046. Bibcode:1995okml.book...22D.
- Hawking, Stephen (1971). Gravitationally collapsed objects of very low mass. Monthly Notices of the Royal Astronomical Society. 152: 75. Bibcode:1971MNRAS.152...75H. doi:10.1093/mnras/152.1.75.
- Penrose, Roger (2004). The Road to Reality: A Complete Guide to the Laws of the Universe. London: Jonathan Cape[en].
- Salam, Abdus. Impact of quantum gravity theory on particle physics. У Isham, C. J.; Penrose, Roger; Sciama, Dennis William (ред.). Quantum Gravity: an Oxford Symposium. Oxford University Press.
- 't Hooft, Gerard (1990). The black hole interpretation of string theory. Nuclear Physics B. 335 (1): 138—154. Bibcode:1990NuPhB.335..138T. doi:10.1016/0550-3213(90)90174-C.

### Популярна література
- Брайан Грін, Елегантний Всесвіт: Суперструни, приховані виміри та пошуки остаточної теорії (1999), (Див. розділ 13)
- Джон А. Вілер, Геони, чорні діри та квантова піна (1998), (Див. розділ 10)